# NGC 7541
NGC 7541 (również NGC 7581, PGC 70795 lub UGC 12447) – galaktyka spiralna z poprzeczką (SBc), znajdująca się w gwiazdozbiorze Ryb.
Odkrył ją William Herschel 30 sierpnia 1785 roku. Prawdopodobnie obserwował ją też Horace Parnell Tuttle 11 stycznia 1875 roku, błędnie jednak określił jej pozycję, w wyniku czego mogło się wydawać, że to nowo odkryty obiekt. John Dreyer w swoim New General Catalogue skatalogował obie te obserwacje jako, odpowiednio, NGC 7541 i NGC 7581.
W galaktyce tej zaobserwowano supernową SN 1998dh.